# غار غرب تنگ تیرانداز
غار غرب تنگ تیرانداز مربوط به دوران پارینه‌سنگی جدید - دوران فرادیرینه‌سنگی است و در شهرستان پاسارگاد، بخش هخامنش، دهستان مادرسلیمان، روستای مبارک آباد، غرب تنگ بلاغی، ۲۰۰ متری جنوب تنگ تیرانداز واقع شده و این اثر در تاریخ ۱۵ دی ۱۳۸۷ با شمارهٔ ثبت ۲۴۱۸۹ به‌عنوان یکی از آثار ملی ایران به ثبت رسیده است.